# 179 (số)
179 (một trăm bảy mươi chín) là một số tự nhiên ngay sau 178 và ngay trước 180.

## Số học
Số 179 là một số nguyên tố, nghĩa là chỉ chia hết cho 1 và cho chính nó. 179 và số lẻ tiếp sau nó, 181 tạo thành cặp số nguyên tố Chen